# Касимати, Сабиха
Сабиха Касимати (алб. Sabiha Kasimati; 15 сентября 1912, Эдирне — 26 февраля 1951, Тирана) — албанская учёная-ихтиолог, первая албанка, получившая высшее образование. Школьная подруга Энвера Ходжи и политическая противница его режима. Убита Сигурими в ходе резни 1951 года. После падения коммунистического режима в Албании реабилитирована и посмертно награждена орденом «Честь нации».

## Образование
Родилась в семье известного албанского врача Абдуррахмана Касимати. Отец и дед Сабихи были известны как либеральные интеллектуалы. С детства Сабиха Касимати была ориентирована на получение образования, научную деятельность и общественную активность.
В 1927 году Сабиха Касимати поступила во французский лицей в Корче. Училась вместе с Энвером Ходжей, поддерживала с ним дружеские отношения. Окончив лицей в 1930, работала школьной учительницей. Преподавала французский язык и этику. С 1933 занималась зоологическими и ихтиологическими исследованиями в албано-американском институте Каваи.
По государственной стипендии в 1935 году Сабиха Касимати отправилась в Италию. Изучала биологию и ихтиологию в Туринском университете. В 1940 защитила докторскую диссертацию о водной фауне Албании. Сабиха Касимати стала первой албанской женщиной, получившей высшее образование.

## Научная работа
Отказавшись от предложения работать в США, Сабиха Касимати вернулась на родину. Преподавала в Институте имени Доники Кастриоти. В 1940-х годах находилась на лечении в Больцано. В 1945 вернулась в Албанию.
С 1947 года Сабиха Касимати работала в тиранском Институте научных исследований. Её ихтиологические работы сыграли заметную роли в развитии албанского рыболовного хозяйства. Составила каталог албанских рыб, включавший 257 видов.

## Политическая оппозиционность
Сабиха Касимати крайне негативно относилась к режиму, установленному албанской компартией (АПТ). Особенное её возмущение вызывали преследования интеллигенции. Она открыто вела соответствующие разговоры, требовала встречи с Энвером Ходжей для открытого высказывания жёсткой критики.
19 февраля 1951 года члены антикоммунистической подпольной организации Национальное единство Хюсен Лула и Казим Лачи устроили взрыв в посольстве СССР в Тиране. Жертв и серьёзных разрушений теракт не повлёк. Однако политбюро ЦК АПТ на экстренном заседании приняло решение о широкомасштабных репрессиях и казнях оппозиционеров. В составленный список включалось имя Сабихи Касимати. 20 февраля она была арестована Сигурими.

## Арест и убийство
Сабиха Касимати обладала твёрдым характером и на следствии держалась мужественно. Она подтвердила свою враждебность коммунистическому режиму.

Я против «народной власти», я отвергаю её идеологию. Никогда не верила в прогрессивность революционного социализма. Я изучала биологию, и поэтому сторонница естественной эволюции. Путь же к социализму — насилие, уничтожающее демократию!

Сабиха Касимати

Арестованным фактически не предъявлялось конкретных обвинений и не проводилось даже формального суда. В ночь на 26 февраля 1951 года Сабиха Касимати была расстреляна Сигурими в составе группы из 21 человека. Она была единственной женщиной среди жертв бессудной казни.

## Память
В 1991 году, в ходе демонтажа коммунистического режима в Албании, погибшие в февральской резне 1951 были официально признаны невиновными. В 2008 году президент Албании Бамир Топи издал указ об их посмертном награждении орденом «Честь нации».
Её имя носит музей естественных наук.